# Karl Schwer
Karl Schwer (* 17. Jänner 1911 in Bergegg; † 28. März 1988 in Deutschlandsberg) war ein österreichischer Politiker (ÖVP).

## Leben
Karl Schwer besuchte die Volksschule und das Gymnasium. Er studierte Rechts- und Staatswissenschaften und promovierte 1938.
Hauptberuflich arbeitete Schwer als Landwirt. Zudem war er Vorsitzender des Steirischen Bauernbundes und hatte einige weitere Ämter inne. Von 1952 bis 1953 war er Mitglied des Bundesrates. Von 1953 bis 1966 schließlich saß Schwer als Abgeordneter im Nationalrat.
Karl Schwer starb 1988 im Alter von 77 Jahren.